# Грэм, Джеймс, 7-й герцог Монтроз
Джеймс Ангус Грэм, 7-й герцог Монтроз (англ. James Graham, 7th Duke of Montrose; 2 мая 1907 — 10 февраля 1992) — британский аристократ и родезийский государственный деятель, министр иностранных дел Родезии (1966—1968).

## Биография

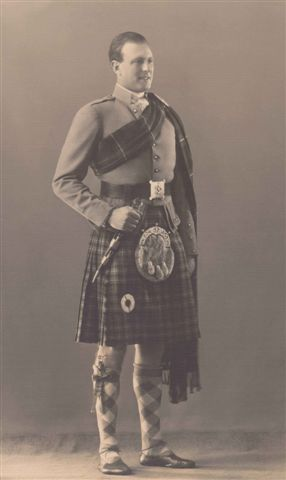
21-летний Джеймс Ангус Грэм, маркиз Грэм, будущий 7-й герцог Монтроз

Родился 2 мая 1907 года. Старший сын Джеймса Грэма, 6-го герцога Монтроза (1878—1954), и Леди Мэри Луизы Дуглас-Гамильтон (1884—1957).
Окончил Итон. Получил звание капитан-лейтенанта, находясь на службе Королевского Добровольческого Военно-Морского Резерва. Во время Второй мировой войны служил в Королевском флоте, на ЕМК «Кандагар» во флотилии Луиса Маунтбеттена в Северном море, а затем — в Средиземном море и в Адене.
В январе 1954 года он унаследовал титулы отца и стал 7-гм герцогом Монтроз. В 1964 году окончил Крайст-Чёрч с присвоением степени магистра искусств.
С 1930 года жил в Родезии, первое время работая в A.E.&I, дочерней компании южноафриканской ICI. Впоследствии активно занялся сельскохозяйственным бизнесом, выращивая кукурузу и табак.
- 1958—1962 гг. — член парламента Родезия и Ньясаленда,
- 1962—1963 гг. — министр сельского хозяйства и земель Южной Родезии,
- 1966—1968 гг. — министр иностранных дел и развития Родезии.

В 1979 году вместе с семьей переехал в Южную Африку, а затем — в Шотландию.

## Семья

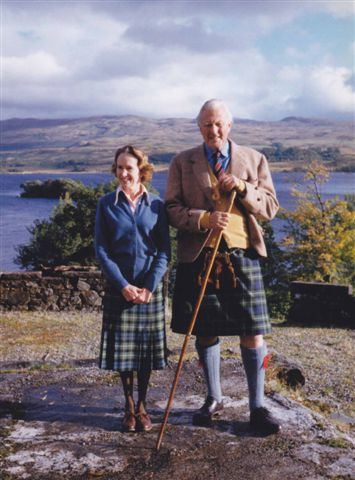
Герцог и герцогиня Монтроз в Шотландии, 1981 год

30 октября 1930 года герцог Монтроз женился на уроженке Родезии Изабель Веронии Селлар (? — 1990), дочери подполковника Томаса Бирна Селлара. Супруги развелись в 1950 году. Дети от первого брака с Изабель Веронией Селлар:
- Леди Фиона Мэри Грэм (род. 1 января 1932 — 21 мая 2017)[1], вышла замуж в 1966 году за Питера Александра О’Брайена Хэннона и имела детей:
  - Кэтрин Мэри Хэннон (род. 1968)
  - Вероника Мейв Хэннон (род. 1971)
- Джеймс Грэм, 8-й герцог Монтроз (род. 6 апреля 1935), старший сын и преемник отца. В 1970 году женился на Кэтрин Элизабет Макдонелл Янг и имеет детей.:
  - Леди Гермиона Элизабет Грэм (род. 1971)
  - Джеймс Александр Норман Грэм, маркиз Грэм (род. 1973)
  - Лорд Рональд Джон Кристофер Грэм (род. 1975)

17 апреля 1952 года герцог Монтроз во второй раз женился на Сьюзен Мэри Джослин Сэмпл (15 ноября 1928 — 13 марта 2014), дочери доктора Джона Мервина Сэмпла и Энн Глэдис Стин. Супруги познакомились в Кении. Дети от второго брака с Сьюзан Мэри Джоселин Семпл:
- Леди Кэрисония Энн Грэм (род. 7 января 1955), в 1982 году вышла замуж за Филиппа Патрика Саггерса из Австралии и имеет детей:
  - Сюзанна Мэри Саггерс (род. 1984)
  - Марина Лилиас Саггерс (род. 1986)
  - Джорджина Фрэнсис Саггерс (род. 1989)
- Лорд Дональд Алистер Грэм (род. 28 октября 1956), в 1981 году женился на Брайди Дональде Элспет Камерон с Блэк-Айл и имеет детей:
  - Кейтриана Мэри Элис Кэмерон (род. 1984)
  - Аласдер Джон Камерон (1986—1988)
  - Вайолет Элизабет Хелен Камерон (род. 1992)
  - Дженни Александра Камерон (род. 1993)
  - Финли Дональд Камерон (род. 1998)
- Лорд Калум Ян Грэм (род. 20 июля 1958), 1-я жена с 1991 года Кэтрин Беатрис Фрейзер-Маккензи (? — 2008), 2-я жена с 2013 года Эстелле Бэйнс, урожденной Пэрри де Уинтон[2]. Дети от первого брака:
  - Иэн Ангус Грэм (род. 1995)
  - Эван Дуглас Грэм (род. 1996)
  - Кристабель Эмили Грэм (род. 2001)
- Леди Лилиас Катриона Майерэд Грэм (род. 16 февраля 1960), замужем с 1990 года за Джонатаном Диллоном Беллом из Веллингтона, Новая Зеландия, и имеет детей:
  - Чарльз Майкл Диллон Белл (род. 1993)
  - Элеонор Кэролайн Белл (род. 1994)

## Титулатура
- 7-й герцог Монтроз (с 20 января 1954)
- 7-й барон Грэм из Белфорда, Нортумберленд (с 20 января 1954)
- 14-й граф Монтроз (с 20 января 1954)
- 16-й лорд Грэм (с 20 января 1954)
- 7-й граф Грэм (с 20 января 1954)
- 7-й граф Кинкардин (с 20 января 1954)
- 7-й виконт Дандафф (с 20 января 1954)
- 7-й маркиз Грэм и Бьюкенен (с 20 января 1954)
- 10-й граф Кинкардин (с 20 января 1954)
- 10-й лорд Грэм и Магдок (с 20 января 1954)
- 7-й лорд Аберрутвен, Магдок и Финтри (с 20 января 1954)
- 10-й маркиз Монтроз (с 20 января 1954).